# Uaboe
Uaboe este un district din Nauru cu 330 locuitori și o suprafață de 0,8 km².